# Antrel Rolle
Antrel Rocelious Rolle (Homestead, 16 dicembre 1982) è un giocatore di football americano statunitense che milita nel ruolo di safety per i Chicago Bears della National Football League (NFL). Fu scelto nel corso del primo giro (8º assoluto) del Draft NFL 2005 dagli Arizona Cardinals. Al college ha giocato a football a Miami, venendo premiato come All-American.

## Carriera professionistica

### Arizona Cardinals
Gli Arizona Cardinals selezionarno Rolle nel corso del primo giro (8º assoluto) del Draft 2005, facendone il secondo cornerback scelto più in alto. La carriera professionistica di Rolle partì in salita, principalmente a causa di una rottura cartilaginea nel ginocchio sinistro, sofferta nella gara del 25 settembre contro i Seattle Seahawks. L'infortunio richiese un'operazione chirurgica, avvenuta il 3 ottobre 2005, che lo mise fuori dai giochi per quasi tutta la sua stagione da rookie.
Rolle ritornò in campo l'11 dicembre 2005 contro i Washington Redskins, dove fece registrare il suo primo intercetto, ritornandolo per 29 yard. Scese in campo anche nella settimana 14 e nella settimana 15 contro gli Houston Texans.

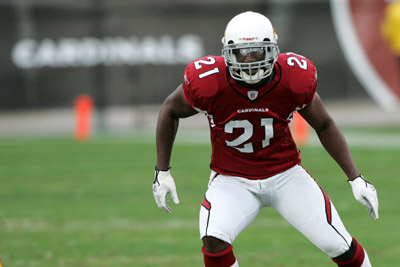
Rolle coi Cardinals.

Nella seconda stagione in carriera riuscì a disputare tutte le 16 gare stagionali come titolare, terminando con 84 tackle, 10 passaggi deviati e un intercetto ritornato per 23 yard.
La stagione 2007 non iniziò bene per Rolle che perse il suo posto come titolare nella pre-stagione. In seguito, il giocatore riuscì a riprendersi mettendo a segno il 18 dicembre il proprio primato personale di 3 passaggi intercettati ai danni di Carson Palmer dei Cincinnati Bengals, ritornando i primi due in altrettanti touchdown, rispettivamente per 55 e 54 yard. Anche il terzo intercetto venne ritornato nella end zone avversaria, ma gli arbitri chiamarono una penalità in suo sfavore. Rolle fu premiato per la tale prestazione col premio di miglior difensore della NFC della settimana. Rolle terminò l'annata con 61 tackle, 5 intercetti (nono nella NFL), 3 dei quali ritornati in touchdown.
Il capo-allenatore dei Cardinals Ken Whisenhunt annunciò nel febbraio 2008 che Rolle sarebbe stato spostato nel ruolo di free safety per la stagione. Per diverse giocate nella stagione 2009, Rolle fu utilizzato come quarterback nell'attacco di tipo "Wildcat".
Il 4 marzo 2010, i Cardinals, per evitare di dover pagargli un bonus da 4 milioni di dollari, svincolarono Rolle.

### New York Giants
Il 5 marzo 2010, i New York Giants firmarono con Rolle un contratto quinquennale di 37 milioni di dollari. L'accordo rese il giocatore una della safety più pagate della lega. Nella prima stagione con la nuova franchigia, Antrel giocò come titolare tutte le 16 partite, totalizzando 87 tackle e un intercetto.
Nella stagione regolare 2011, Rolle mise a segno il primato in carriera di 96 tackle. I Giants conclusero la stagione con un record di 9-7, qualificandosi per un soffio ai playoff grazie alla vittoria decisiva sui Cowboys. Nella post-season eliminarono, nell'ordine, gli Atlanta Falcons, i favoritissimi e campioni in carica Green Bay Packers e nella finale della NFC i San Francisco 49ers. Il 5 febbraio 2012, Antrel partì come titolare nel Super Bowl XLVI, vinto contro i New England Patriots 21-17, laureandosi per la prima volta campione NFL.
Il 5 settembre 2012, nella prima gara della nuova stagione, i Dallas Cowboys si vendicarono dei New York Giants campioni in carica che li avevano esclusi dalla corsa ai playoff l'annata precedente, vincendo 24-17 in trasferta. Rolle guidò la squadra con 9 tackle. Nella sesta settimana, i Giants ottennero un'importante vittoria contro i 49ers nella rivincita della finale della NFC dell'anno precedente con Rolle che mise a segno due intercetti su Alex Smith.
Nella settimana 8 della stagione 2013 contro i Philadelphia Eagles, Rolle mise a segno il primo sack stagionale e il terzo intercetto nella seconda vittoria consecutiva dei Giants. Nella settimana 15 fece registrare un altro intercetto su Russell Wilson in campo aperto ma i Giants furono sconfitti per 23-0 dai Seattle Seahawks. La sua stagione terminò al secondo posto nella lega con 6 intercetti, oltre a 98 tackle, 2 sack e 12 passaggi deviati, tutti nuovi primati personali, venendo inserito nel Second-team All-Pro e convocato per il suo terzo Pro Bowl al posto di Kam Chancellor, impegnato coi Seattle Seahawks nel Super Bowl XLVIII. Fu inoltre votato al 72º posto nella NFL Top 100 dai suoi colleghi.
Il primo intercetto del 2014, Rolle lo mise a segno nella vittoria della settimana 3 sui Texans e il secondo quattro giorni dopo contro i Redskins.

### Chicago Bears
L'11 marzo 2015, Rolle firmò un contratto triennale coi Chicago Bears.

## Palmarès

### Franchigia
- Super Bowl : 1

New York Giants: Super Bowl XLVI
- National Football Conference Championship: 2

Arizona Cardinals: 2008
New York Giants: 2011

### Individuale
- Convocazioni al Pro Bowl: 3

2009, 2010, 2013
- All-Pro: 2

2010, 2013

## Statistiche
| Partite totali      | 148 |
| Partite da titolare | 139 |
| Tackle              | 799 |
| Sack                | 4,0 |
| Intercetti          | 26  |
| Fumble forzati      | 8   |

Statistiche aggiornate alla stagione 2014